# بورس ایرلند
بورس ایرلند (به ایرلندی: Stocmhalartán na hÉireann) بورس اوراق بهادار ایرلندی مستقر در شهر دوبلین است، که در سال ۲۰۱۲ ارزش بازار سرمایه آن بالغ بر ۸۵٫۵ میلیارد یورو برآورد گردید و هم‌اکنون به‌عنوان مهم‌ترین بازار بورس فعال در کشور جمهوری ایرلند شناخته می‌شود.
ریشه‌های تأسیس بورس اوراق بهادار ایرلند به سال ۱۷۹۳ بازمی‌گردد، ولی آغاز بکار رسمی آن، در ۱۷۹۹ پس از تصویب قانون بورس اوراق بهادار توسط پارلمان ایرلند محقق شد.
در ۱۹۷۳ بورس ایرلند با بقیه بازارهای بورس مستقر در بریتانیا ادغام گردید و تمامی آن‌ها زیر چتر بازار بورس لندن قرار گرفتند. در سال ۱۹۹۵ بورس ایرلند بار دیگر استقلال خود را به دست آورد، که از آن پس همواره سیر صعودی را هر ساله تجربه کرده‌است. در حال حاضر (۲۰۱۴) سهام ۴۹ شرکت، در بازار بورس اوراق بهادار ایرلند مبادله می‌شود.